# Taps Sogn
Taps Sogn er et sogn i Kolding Provsti (Haderslev Stift).
I 1800-tallet var Taps Sogn et selvstændigt pastorat. Det hørte til Nørre Tyrstrup Herred i Vejle Amt. Taps sognekommune blev ved kommunalreformen i 1970 indlemmet i Christiansfeld Kommune, hvis nordlige del inkl. Taps indgik i Kolding Kommune ved strukturreformen i 2007.
I Taps Sogn ligger Taps Kirke.
I sognet findes følgende autoriserede stednavne:
- Brænore (bebyggelse, ejerlav)
- Dalhavegård (landbrugsejendom)
- Dridevad (bebyggelse)
- Geltingskov (bebyggelse)
- Hjortvad (bebyggelse)
- Taps (bebyggelse)
- Tapsøre (bebyggelse, ejerlav)
- Tingskovhede (bebyggelse)
- Åstorp (bebyggelse, ejerlav)
- Åstorp Mark (bebyggelse)

## Historie
Den 10. juli 1920 red Christian 10. over den gamle grænse på landevejen ved Taps mellem Kolding og Christiansfeld ved Frederikshøj Kro. 